# Кобаидзе, Георгий Петрович
Георгий Петрович Кобаидзе — советский деятель животноводства, Герой Социалистического Труда.

## Биография
Родился в 1944 году в Аполлонском районе Ставропольского края. Член КПСС.
В 1956—1962 гг. — рабочий фермы колхоза имени Калинина Аполлонского района Ставропольского края.
В 1962—1965 гг. — военнослужащий Советской Армии.
В 1965—2004 гг. — дояр колхоза имени Калинина Кировского района Ставропольского края.
Указом Президиума Верховного Совета СССР от 14 декабря 1984 года присвоено звание Героя Социалистического Труда с вручением ордена Ленина и золотой медали «Серп и Молот».
Делегат XIX конференции КПСС.
Умер в селе Горнозаводское в 2017 году.

## Награды и звания
- Герой Социалистического Труда (14.12.1984).
- орден Ленина (23.12.1976; 14.12.1984)
- орден Октябрьской Революции (06.09.1973)
- орден «Знак Почёта» (08.04.1971)